# Craiova Mall
Adora Mall a fost un proiect de centru comercial, care urma să fie construit în Craiova, pe strada Caracal, în vecinătatea Parcului „Romanescu“, pe terenurile fostei IRA. Dezvoltatorul centrului comerical, compania portugheză Sonae Sierra, a achiziționat șase hectare, în acest sens.
Viitorul mall urma să aibă o suprafață construită de aproape 56.000 de metri pătrați, 1.833 de locuri de parcare, iar construcția era dispusă pe patru niveluri, conform unui comunicat al Sonae Sierra, transmis către Gazeta de Sud (GdS).
„Construcția a început deja, iar inaugurarea va avea loc în toamna anului 2009.
Investiția va fi de 139,4 milioane de euro“, a declarat, la acea vreme, pentru GdS Rodrigo Moreira, reprezentant al Corporate Comunication România, consultant Sonae Sierra.
O hotărâre a Consiliului Local Craiova din anul 2007, privind modificarea planului urbanistic de detaliu, arată că viitorul mall se va ridica pe patru niveluri și va cuprinde o parcare subterană, una supraterană și alte trei etaje.
Hotărârea din 28.02.2007 a fost dată pentru solicitantul SC MicroCom Doi SRL București.
Între timp, Sonae Sierra a preluat de la Elmec România (divizie a unui distribuitor grec de îmbrăcăminte și încălțăminte) 40% din participația deținută de MicroCom Doi SRL pentru mall-ul din Craiova.
La rându-i, firma bucureșteană preluase terenurile prin intermediari de la Dinel Staicu, George Ilinca etc.
În anul 2009, lucrările au fost sistate, iar construcția a rămas la stadiul de fundație. În 2017, directorul de dezvoltare pentru România al companiei Sonae Sierra, Ingo Nissen, a declarat că nu vor fi reluate lucrările în viitor, investigându-se „momentul oportun pentru reînceperea proiectului”. În anul 2023, terenul și structurile nefinalizate au fost puse la vânzare.